# Upplands runinskrifter 1122
Upplands runinskrifter 1122 är en vikingatida runsten av granit i Stavby kyrka, Stavby socken och Uppsala kommun. Runstenen, som pryds av repstav nedtill, är 2,15 meter lång och 0,9 meter hög. Den är inmurad i kyrkans södra långsidas yttervägg. Runhöjden är 7,5 centimeter. Stenen var överrappad under lång tid men togs fram 1950.

## Inskriften
Translitterering av runraden:
suain auk ' sibi ' gunar ' litu · resa ' sten ' at hemkil faþur sin kirist hialbi ' sial ÷ emkels
Normalisering till runsvenska:
Svæinn ok Sibbi, Gunnarr letu ræisa stæin at Hæmkel/Hæimkel, faður sinn. Krist hialpi sial Hæmkels/Hæimkels.
Översättning till nusvenska:
Sven och Sibbe (och) Gunnar läto resa stenen efter Hämkel, sin fader. Krist hjälpe Hämkels själ.